# Scuipătoare

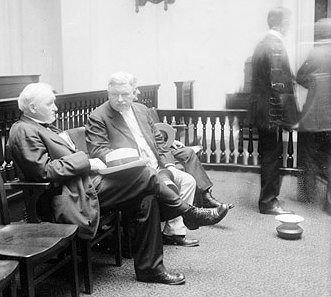
O imagine dintr-un tribunal din Chicago, la începutul secolului al XX-lea. O scuipătoare poate fi văzută pe podea.

O scuipătoare este un vas în care se scuipă. 
În trecut, când tutunul de mestecat era la modă, clădirile publice, spitalele, hotelurile, gările, magazinele, trenurile, și alte locuri unde erau mulți oameni, în special bărbați adulți, aveau scuipători. Folosirea scuipătorilor era considerată un semn de bună-creștere, în comparație cu scuipatul pe jos, obicei care exista în multe culturi.
În sanatorii, pacienții de tuberculoză erau încurajați să folosească scuipători portabile, în loc de cele publice.
Scuipătorile erau făcute mai ales din alamă, dar și din fier, sticlă, ceramică etc.
Unele au capac, iar unele au o gaură cu un dop pentru a ușura golitul.
În China, în timpul Dinastiei Qing, o scuipătoare era unul dintre obiectele sine qua non amplasate în jurul împăratului.
În prezent, degustătorii de băuturi folosesc un fel de scuipători, iar în cabinetele stomatologice scaunele au scuipători speciale. 